# Microsoft OneNote
 (décembre 2017).
Si vous disposez d'ouvrages ou d'articles de référence ou si vous connaissez des sites web de qualité traitant du thème abordé ici, merci de compléter l'article en donnant les références utiles à sa vérifiabilité et en les liant à la section « Notes et références ».

Microsoft OneNote (appelé précédemment Microsoft Office OneNote) est un programme informatique de prise de notes. Ce programme offre de nombreuses fonctions, comme l'insertion de texte, d'images, de sons, de l'écriture manuscrite et même des captures d'écrans. Il fait partie des suites Microsoft Office 2016 et Microsoft 365 Copilot .
Lors de sa parution, OneNote était un logiciel indépendant de Microsoft Office. Ainsi, OneNote 2003 n'était inclus dans aucune des versions de Microsoft Office 2003. Mais au fur et à mesure des versions, il devient un des composants de la suite logicielle, au point que OneNote est intégré à toutes les versions de Microsoft Office 2013 lors de sa sortie.
La version la plus récente est comprise dans Office 2019 et Microsoft 365. En mars 2014, OneNote 2013 devient disponible gratuitement au téléchargement, d'abord dans une édition limitée, puis dans sa version complète. Depuis 2015, Microsoft propose une autre édition gratuite mais allégée appelée "OneNote pour Windows 10" (cf. § Confusion entre les deux éditions) installable depuis le Microsoft Store. Cette dernière n'offre pas le stockage de 15 gigaoctets dans Microsoft OneDrive.

## Fonctions
OneNote est un bloc-notes numérique permettant de saisir, stocker et partager différents types d’informations. Il s'intègre complètement avec One Drive, le cloud de Microsoft.
Depuis OneNote 2016, plusieurs nouvelles fonctions sont apparues, parmi lesquelles :
- Insertion de vidéos dans une note
- Prise de notes directement sur une page web
- Envoi de notes par courrier électronique
- Capture de contenu sur le web avec Clipper
- Capture d'images sur téléphone avec Office Lens

## Liste des versions (sous Windows)[7]

Logo en 2013.

- Microsoft Office OneNote 2003
- Microsoft Office OneNote 2007
- Microsoft Office OneNote 2010
- Microsoft Office OneNote 2013
- Microsoft Office OneNote 2016 (devenu simplement OneNote)
- Microsoft OneNote pour Windows 10 (uniquement pour Windows 10)

## Confusion entre les deux éditions[8]
L'installation de Microsoft 365 ou d'Office 2019 comprend "OneNote" même si "OneNote pour Windows 10" est déjà installé.
De plus, Microsoft a renommé "Microsoft Office 365" en "Microsoft 365".
- "OneNote pour Windows 10" est un élément optionnel de Windows 10 et est attribué au compte Microsoft de l'utilisateur Microsoft.
- "OneNote" est un élément de Microsoft 365 et de Microsoft Office 2019. Il reste toutefois disponible gratuitement au téléchargement.